# Fuerte de Santa Ana (Bridgetown)
Fuerte de Santa Ana (Saint Ann's Fort) es una fortaleza militar histórico en Bridgetown, Barbados. Está ubicado en el Área Histórica de Garrison (también conocida como St. Ann's Garrison o, más comúnmente, The Garrison). Fue construido por los británicos en 1705 y recibió el nombre de la reina Ana de Gran Bretaña.Hoy en día, el Fuerte de Santa Ana alberga el Cuartel General de las Fuerzas de Defensa de Barbados y el Regimiento de Barbados,así como el Museo de la Armería Nacional de Barbados.

## Historia
La construcción de la fortaleza se inició hacia 1705, tras el inicio de la Guerra de Sucesión Española.Originalmente se llamaba Castillo de Santa Ana,y recibió su nombre de la reina de Gran Bretaña en ese momento, la Reina Ana. A diferencia de otros fuertes de la isla ubicados en la costa, el Fuerte de Santa Ana se construyó tierra adentro como protección de respaldo.La fortaleza fue construido en forma hexagonal.Cubría un acre y medio con muros de más de cincuenta metros de largo.La fortaleza fue construido en estilo georgiano,y su construcción incluía almacenes subterráneos abovedados.Sus cuarteles podrían albergar a 4.000 soldados.
En 1780, el Fuerte de Santa Ana se convirtió en el cuartel general de las tropas británicas estacionadas en Barbados. Allí estuvieron estacionadas tropas desde 1780 hasta 1905. En 1933, la antigua prisión militar británica del fuerte se convirtió en la sede del Museo y Sociedad Histórica de Barbados.En 1979 se creó la Fuerza de Defensa de Barbados.El Fuerte de Santa Ana es su sede. 
En 2004, se inauguró el Museo de la Armería Nacional de Barbados en Fuerte de Santa Ana en un polvorín naval histórico ubicado en los terrenos de la fortaleza.Este museo tiene la colección más grande del mundo de cañones de hierro ingleses del siglo XVII, incluido un Cañón de la Commonwealth de 1652.
En 2011, The Garrison, del que forma parte el Fuerte de Santa Ana, fue declarado Patrimonio de la Humanidad por la UNESCO.

## Galería

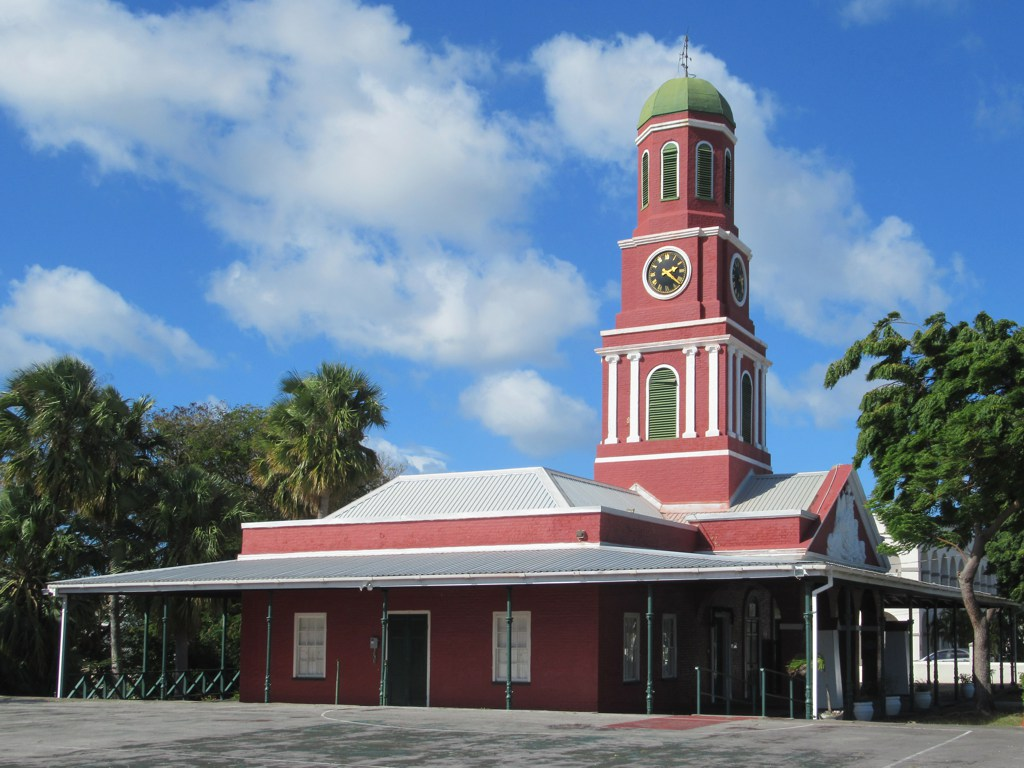
Caseta de vigilancia principal
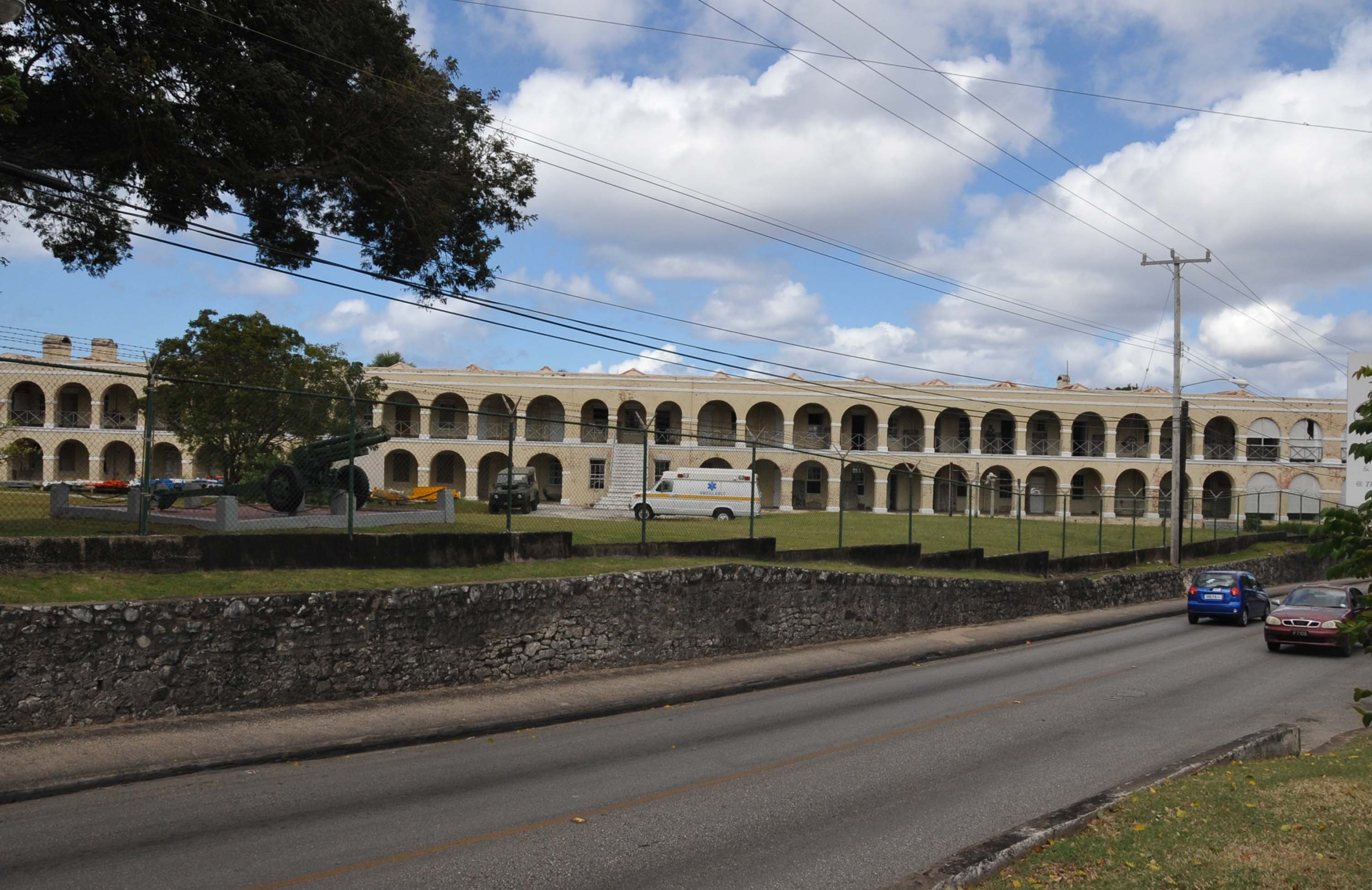
Cuartel
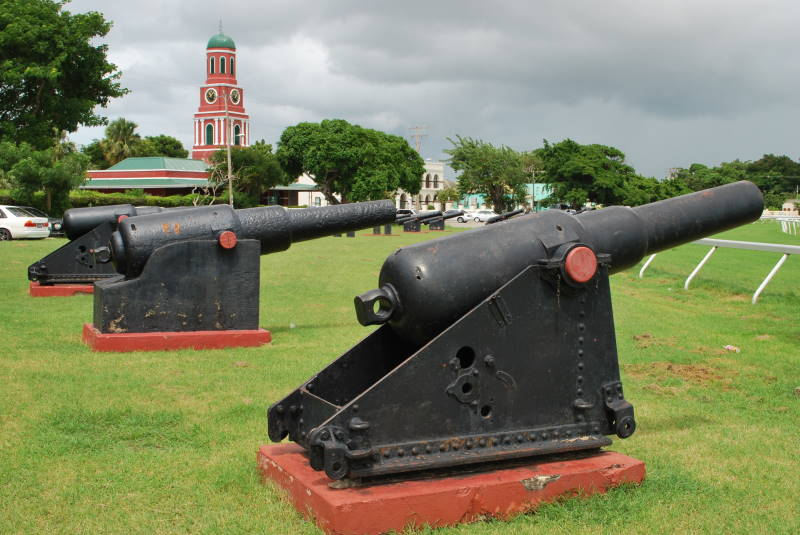
Cañones
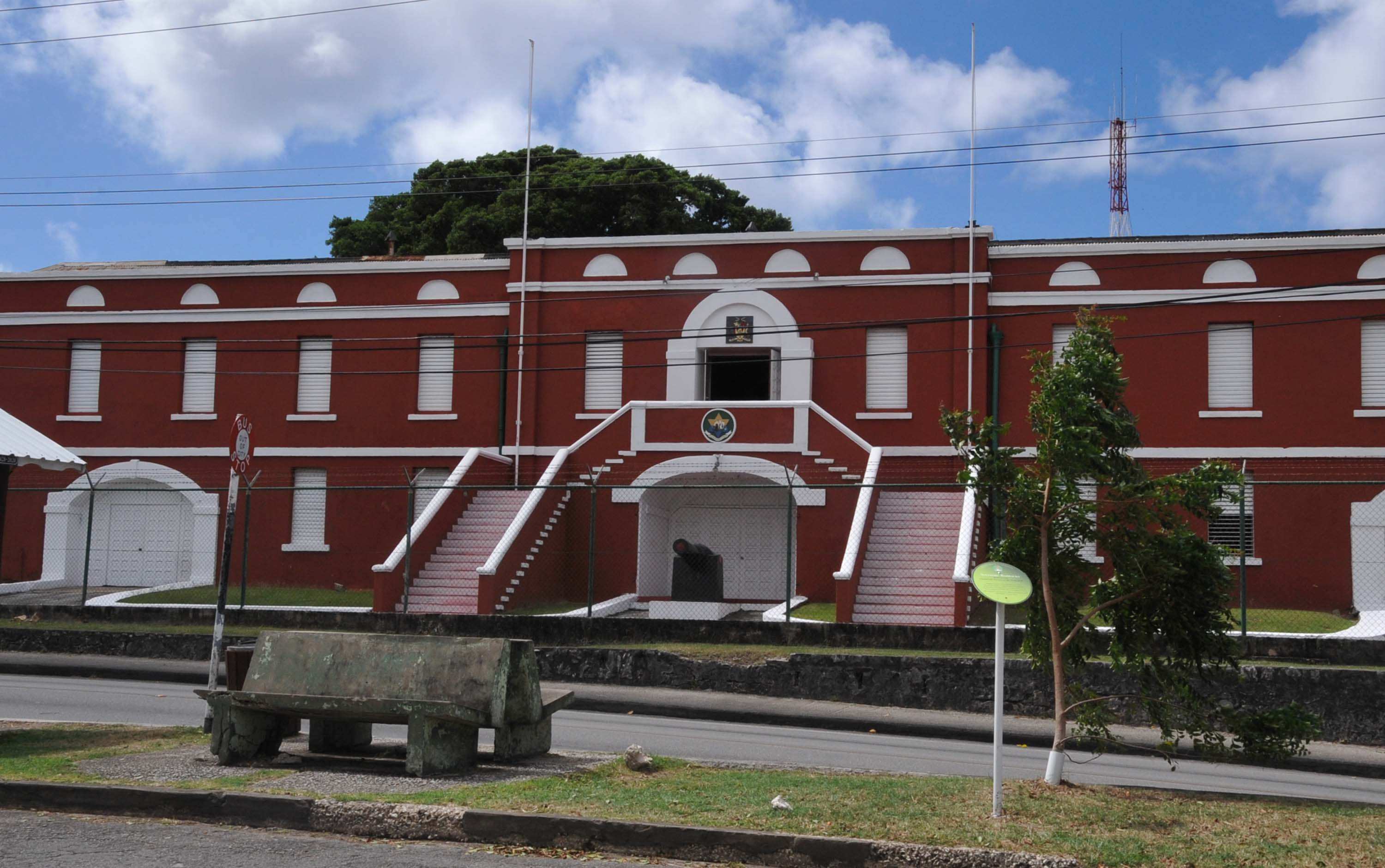
Casa de perforación
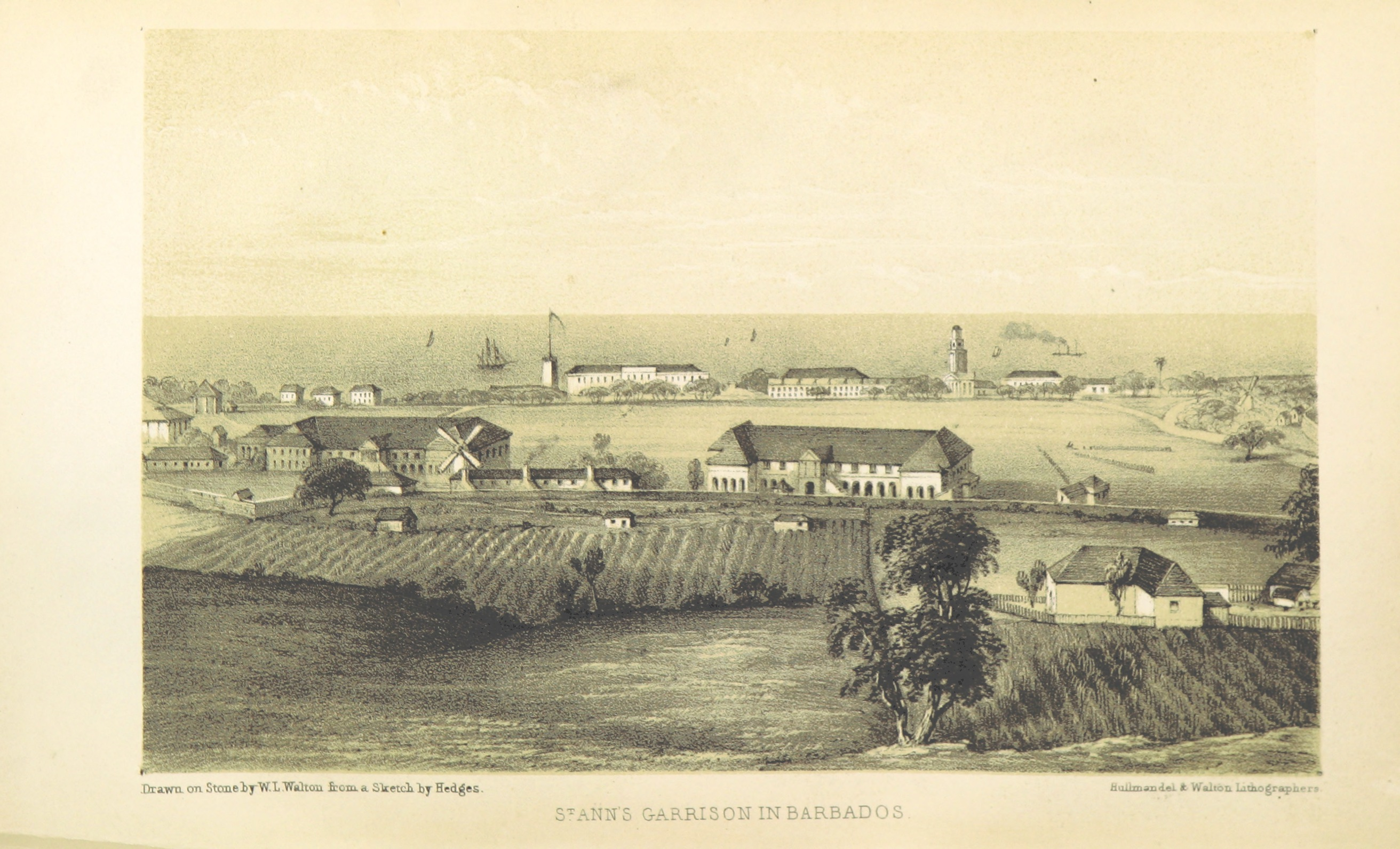
Dibujo de Saint Ann's Garrison, 1848